# Storgatan (film)
Storgatan (spanska: Calle Mayor) är en spansk dramafilm från 1956 i regi av Juan Antonio Bardem, med Betsy Blair och José Suárez i huvudrollerna. Den handlar om en 34-årig ogift kvinna som börjat ge upp hoppet om att få bilda familj, när en man påhejad av sina vänner låtsas bli kär i henne som ett skämt. Filmen bygger på pjäsen La señorita de Trévelez av Carlos Arniches.

## Medverkande
- Betsy Blair – Isabel
- José Suárez – Juan
- Yves Massard – Federico
- Luis Peña – Luis
- Dora Doll – Toña
- Alfonso Godá – José María, "Pepe el Calvo"
- Manuel Alexandre – Amigote 1
- José Calvo – Amigote 2
- Matilde Muñoz Sampedro – Chacha
- René Blancard – redaktör